# Храм Митрофана Воронежского на Хуторской
Храм Святи́теля Митрофа́на Воро́нежского на Хуторской (Митрофа́ниевская це́рковь) — приходской православный храм в Савёловском районе Москвы. Входит в состав Всехсвятского благочиния Московской епархии Русской православной церкви.
Главный престол храма освящён во имя Митрофана Воронежского. Построен в 1894—1895 годах при Елизаветинском приюте для сирот на средства купца Митрофана Грачёва. Закрыт в 1935 году. В 1990 году возвращён Русской православной церкви.

## История
В 1892 году было принято решение о создании Елизаветинского приюта для детей-сирот до семи лет совместно с существовавшим с 1877 года Ольденбургским приютом, располагавшимся на территории, принадлежавшей Высоко-Петровскому монастырю. 17 мая (4 мая по старому стилю) 1893 года приют с нововозведённым двухэтажным помещением был открыт и освящён. На церемонии присутствовала великая княгиня Елизавета Феодоровна.
Вскоре встал вопрос о строительстве храма при приюте, поскольку ближайший Благовещенский храм в Петровском парке располагался более чем в километре от приюта. Вопросами строительства занялся купец, благотворитель, казначей Московского совета детских приютов Митрофан Грачёв. Получив благословение митрополита Московского Сергия на строительство храма, он поручил разработку проекта архитектору Георгию Кайзеру. 12 мая 1894 года проект был утверждён. Строительство закончено через год с небольшим, а 4 ноября (22 октября по старому стилю) 1895 года, в день празднования Казанской иконы Божией матери храм был освящён во имя Митрофана, святителя Воронежского — небесного покровителя Грачёва.
После смерти Грачёва его вдова Варвара Николаевна выстроила рядом с храмом двухэтажный дом причта. Над северной частью храма была устроена усыпальница, где похоронили Грачёва, правда, позже, перед закрытием храма его прах перенесли на Введенское кладбище.
В 1922 году приют был закрыт. Помещения использовались под коммуналки. В 1930-х годах территория была разделена между Машиностроительным заводом имени Калинина и Метростроем, использовавшими помещения приюта под общежития. В 1960-х годах на территории было построено многоэтажное конструкторское бюро авиационного завода «Горизонт».
Храм действовал до 1935 года. Храм пытались занять обновленцы, но тогдашнему священнику отцу Владимиру Медведюку удалось отстоять храм. После закрытия в здании церкви располагались заводское училище, ремонтная база, а во время Великой Отечественной войны — столовая. После войны здесь помещались спортивная школа, заводской склад. С 1985 года здание пустовало.

## В послесоветское время
Здание было возвращено Русской православной церкви в феврале 1990 года. К моменту передачи храм находился в аварийном состоянии: отсутствовала крыша, была сломана колокольня, повреждено убранство. Проект восстановления церкви и дома причта безвозмездно выполнил архитектор Сергей Кузнецов. 10 марта 1990 года состоялось освящение возвращённой церкви. К концу года завершилось возведение колокольни. Силами прихожан за два года церковь была полностью восстановлена. В 1992 году построен приходской дом. 5 ноября 1995 года храм освятил патриарх Алексий II. В 1996 году в доме причта была освящена домовая церковь в честь великой княгини Елизаветы Фёдоровны.
При храме действуют воскресная школа, хоровая школа, школа иконописи и пять детских домов, общая численность их воспитанников составляет 50 брошенных детей. Община принимает участие в сборе средств на строительство храма преподобного Андрея Рублёва на Верхней Масловке.
Ко храму приписана домовая церковь при МСХА-РГАУ имени Тимирязева, освящённая в феврале 2009 года в память священномученика Иоанна Артоболевского.

## Иконы и святыни
Особо почитается икона святителя Митрофана Воронежского, единственная сохранившаяся после закрытия храма.

## Духовенство
- Настоятель — иерей Феодор Лукьянов, врио[2]
- протоиерей Феодор Кречетов
- митрофорный протоиерей Димитрий Смирнов (1990—2020)

## Координаты
- 127287, Москва, 2-я Хуторская улица, 40. Ближайшие станции: «Динамо» (1,3 км.), «Петровский парк» (1,6 км.) или «Дмитровская» (1,9 км.), платформа «Гражданская» Рижского направления (840 м.). Храм на Яндекс. Картах.
- Телефон: 495-611-36-25